# 绿春玉山竹
绿春玉山竹（学名：Yushania brevis）为禾本科玉山竹属下的一个种。

## 扩展阅读
- 維基物種上的相關：绿春玉山竹